# Romain Gary
Pour les articles homonymes, voir Gary.
Romain Gary, né Roman Kacew le 21 mai 1914 à Vilnius (alors dans l’Empire russe) et mort le 2 décembre 1980 à Paris, est un écrivain français d'origine russe et de culture juive, de langues française et anglaise. Homme aux multiples activités, il a été aviateur
et résistant (fait compagnon de la Libération), romancier, diplomate, scénariste et réalisateur. Sa vie et son œuvre sont marquées par un refus opiniâtre de céder devant la médiocrité humaine.
Écrivain français de la seconde moitié du XXe siècle, il est notamment connu dans les années 1970 pour la mystification littéraire qui le conduit à signer plusieurs romans sous le nom d'emprunt Émile Ajar, tout en masquant son identité réelle : il est ainsi le seul auteur à avoir reçu le prix Goncourt à deux reprises, grâce à un roman écrit sous pseudonyme.

## Biographie

### Origines

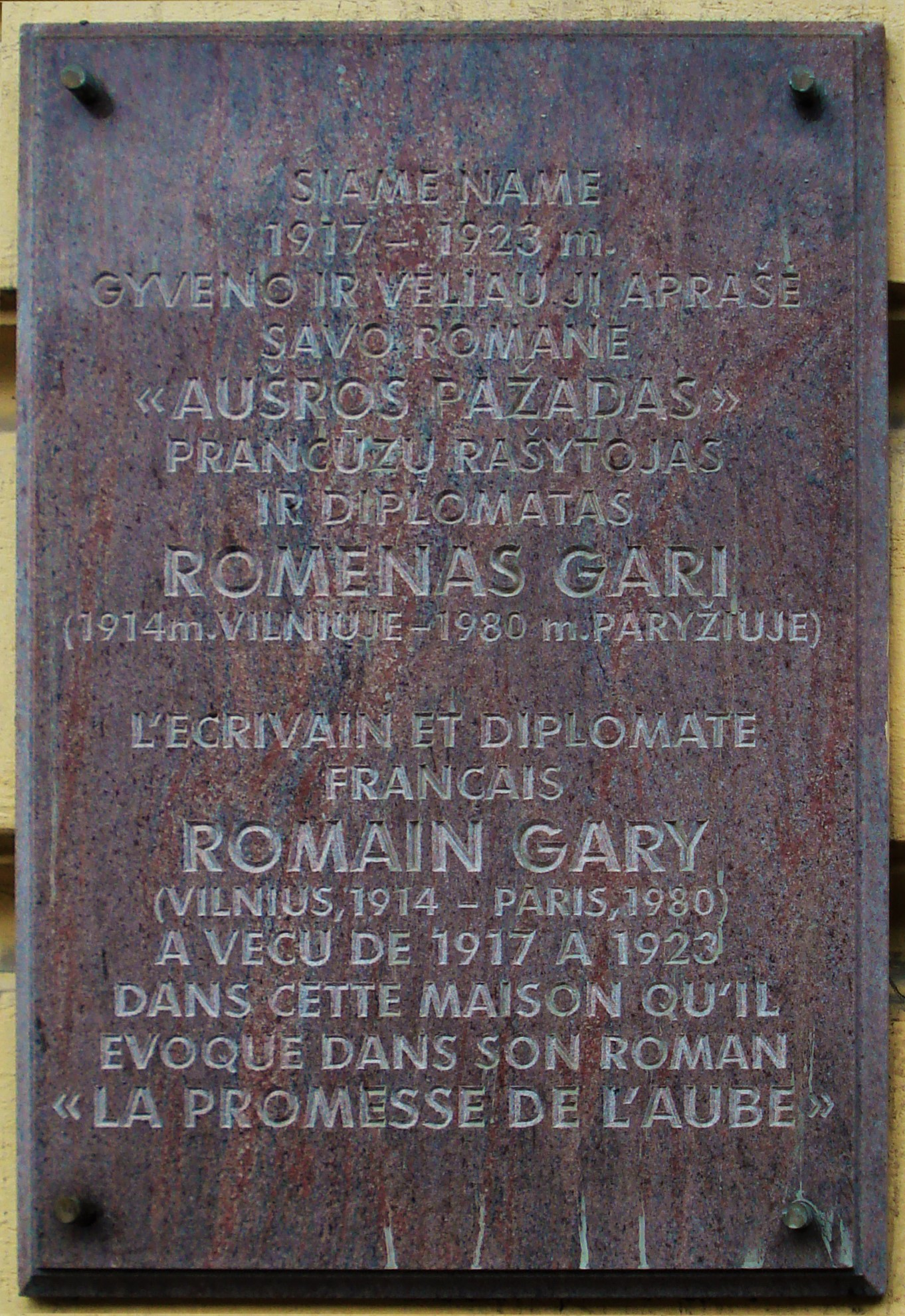
Plaque sur la maison de Romain Gary à Vilnius où il vit de 1917 à 1923.

Durant toute sa vie d'adulte, dans ses œuvres, dont la relecture montre le « jeu picaresque de ses multiples identités », mais aussi dans des déclarations aux médias, ainsi que dans des déclarations officielles, Romain Gary donne des versions diverses de ses origines, faisant varier : son nom (Kacew, de Kacew, prononcé [kat͡sɛf]) ; son lieu de naissance (région de Koursk en Russie, Vilno en Lituanie) ; la nationalité de son père (russe, géorgien, tatar, mongol) ; celle de sa mère (juive, russe, française) ; informations elles-mêmes souvent déformées par les médias (« Kiev », « en Russie près de la frontière polonaise »). Il va jusqu'à renier son père — se présentant comme un « bâtard juif russe, mâtiné de Tartar » — ou encore laisse entendre, et courir la légende, dans divers écrits et entretiens, qu'il est le fils du comédien russe Ivan Mosjoukine.
En réalité, Roman Kacew (« boucher » en yiddish, de l'hébreu katsav, prononcé en polonais [kat͡sɛf]), issu de deux lignées juives ashkénazes, est né, suivant le calendrier julien, le 8 mai 1914 (21 mai 1914 dans le calendrier grégorien) à Vilna (Bильнa), chef-lieu du gouvernement de Vilna dans l'Empire russe — ville devenue pendant l'entre-deux-guerres Wilno en Pologne, puis l'actuelle Vilnius, capitale de la Lituanie. Ceci est attesté par un certificat, du « rabbinat du gouvernement de Vilnius » rédigé en hébreu et en russe en date du 8 mai 1914 (calendrier julien), établissant qu'il est le fils d'Arieh-Leïb Kacew (1883-1942) et de Mina Owczyńska (1879-1941), mariés à Wilno le 28 août 1912.
Son père, Arieh-Leïb (« lion » en hébreu et en yiddish, d'où la francisation en « Léon ») Kacew, est né en 1883 à Vilnius ; en 1912, il est associé dans l'atelier et magasin de fourrures familial (rue Niemecka / Daïtsche Gas = ruelle allemande) et fait partie de la Deuxième Guilde des marchands. Il est aussi administrateur de la synagogue de la rue Zawalna. Il fait donc partie de la moyenne bourgeoisie de Vilnius.
Sa mère, Mina Owczyńska, fille de Josel (Joseph) Owczyński, est née en 1879 à Święciany ou Švenčionys en lituanien, petite ville à 80 km de Vilnius, où elle a fait des études secondaires en yiddish et en russe dans un établissement de la communauté juive et où elle a participé à un groupe de jeunesse d'orientation socialiste, le « cercle Yehoash ». Elle est d'abord mariée à Reouven Bregstein, originaire de Kaunas comme sa propre mère, dont elle divorce à une date indéterminée. Il existe peu d'informations quant à ce premier mariage sinon qu'en est issu un fils du nom de Joseph Bregstein, né en 1902, et qui semble avoir habité avec le jeune Roman de mars 1922 à avril 1923 avant de mourir de maladie peu après.
Parmi les frères de la mère de Roman Kacew, le plus important pour la vie du romancier est Eliasz. Il a émigré en France et il est le père de Dinah (1906), qui épouse Paul Pavlowitch (1893-1953) et donne naissance à Paul-Alex Pavlowitch (1942-).

### Enfance et adolescence

#### De Vilnius à la Russie (1914-1921)
Gary naît sous le nom de Roman Kacew (yiddish : רומן קצב Roman Katsev ; russe : Рома́н Ле́йбович Ка́цев, Roman Leibovich Katsev) à Vilna (actuelle Vilnius, faisant alors partie de l'Empire russe),.
Dans ses livres et interviews, Gary offre de nombreuses versions différentes de l'origine de ses parents, leurs ancêtres, leurs occupations et son enfance. Sa mère, Mina Owczyńska (1879—1941), est une actrice juive de Švenčionys (Svintsyán), et son père, Arieh-Leib Kacew (1883—1942), un homme d'affaires de Trakai (Trok),, aussi d'origine lituanienne juive. Romain Gary affirme être le fils biologique de la star du cinéma Ivan Mosjoukine, avec qui sa mère a travaillé et à qui Gary ressemble physiquement. Mosjoukine apparaît d'ailleurs dans son roman autobiographique La Promesse de l'aube.
En 1915, la famille est déportée en Russie, après la mise en place d'une mesure générale d'expulsion des Juifs de la zone du front. Ils y passent plusieurs années et les informations sur ce séjour sont obscures. Dans ses livres, Romain Gary évoque des séjours à Koursk et à Moscou, un voyage à travers la Russie en traîneau et en train, la rencontre de matelots révolutionnaires dans un port non précisé ; durant cette période, Mina aurait été comédienne, participant aussi à l'agitprop révolutionnaire. Aucune source indépendante ne confirme ces assertions.

#### Retour à Vilnius, puis départ en Pologne (1921-1928)
En septembre 1921, la présence de Mina et de son fils est attestée à Vilnius, grâce au registre des locataires d'un immeuble au no 16 de la rue Wielka-Pohulanka (appelée aujourd'hui rue Jonas Basanavičius). Leur retour est sans doute rendu possible par la paix de Riga (mars 1921) qui met fin à la guerre entre la Russie soviétique et la jeune république de Pologne. Ils vivent quelques années à Vilnius, où le père de Gary, démobilisé, les rejoint à une date inconnue.
En 1925, le couple se sépare. Leïb Kacew fonde un nouveau foyer avec Frida Bojarska, avec qui il a deux enfants, Walentyna (1925) et Pawel (1926). Le divorce est prononcé en mai 1929. Leïb Kacew se remarie presque aussitôt avec Frida (les quatre membres de cette famille mourront durant la Seconde Guerre mondiale). Romain Gary n'a pratiquement rien dit ni  écrit de la période où son père vit avec eux à Vilnius, ni sur la séparation ni sur le divorce. Il a revu son père en 1933 à Varsovie. Il évoque des cours particuliers (violon, escrime, tir au pistolet, danse), sans mentionner les écoles qu'il a fréquentées. En mars ou avril 1925, peu avant la séparation, sa mère l'emmène à Bordighera où il voit la mer pour la première fois.
Gary est élevé par sa mère, qu'il présente comme une actrice de théâtre. Après la séparation, elle connaît des difficultés financières, car elle ne dispose plus des revenus du magasin de fourrures de son mari et son petit atelier de chapeaux lui rapporte peu. En août 1925, elle quitte Vilnius avec son fils pour Švenčionys, puis ils s'installent en 1926 à Varsovie, où sont déjà présents d'autres membres de la famille Owczynski, notamment un frère de Mina, Boris (1890-1949), avocat, chez qui ils sont hébergés. Gary semble avoir été scolarisé dans un collège polonais (le collège Górskiego), où il est en butte à un antisémitisme verbal. Il suit aussi des cours particuliers de français.
En août 1928, ils obtiennent un visa touristique pour la France. Sa mère est persuadée que, dans ce pays, son fils pourra s’accomplir pleinement en tant que diplomate ou artiste.

#### En France
Mina Owczynska et son fils, âgé de 14 ans, arrivent à Menton le 23 août 1928. Ils s'installent à Nice, où se trouvent déjà Eliasz, le frère de Mina, et sa famille. Le 1er octobre, Romain commence sa scolarité au lycée Masséna et est intégré directement en classe de 4e. Mina entame les démarches pour obtenir une autorisation de séjour, laquelle est accordée sous réserve qu'elle n'occupe aucun emploi. Obligée de gagner sa vie, elle vend d’abord « au noir » des articles de luxe dans les grands hôtels de Nice ou de Cannes, puis elle s'occupe de vente immobilière. L'un de ses clients lui confie alors la direction d'un petit hôtel, la pension Mermonts, au 7 boulevard François-Grosso.
Utilisant désormais son prénom francisé (Romain), son fils se distingue au lycée en classe de français, obtenant en 1929 le premier prix de récitation et en 1931 et en 1932 celui de composition française. « Dans les autres matières, excepté l'allemand qu'il parle et écrit très correctement, il est médiocre ». Ses amis de l'époque sont comme lui des élèves étrangers ou issus de familles d'origine étrangère : François Bondy (1915-2003) ; Alexandre Kardo Sissoeff ; Sigurd Norberg ; René et Roger Agid, dont les parents dirigent plusieurs grands hôtels de Nice (et un à Royat, Puy-de-Dôme), principalement L'Hermitage à Cimiez ; à ce titre, ils connaissent directement la mère de Romain.
Il est reçu au baccalauréat en philosophie en juillet 1933 avec la mention « passable ».

### Études supérieures et débuts littéraires
Roman Kacew commence des études de droit à Aix-en-Provence en octobre 1933, puis part l'année suivante les poursuivre à Paris, probablement grâce à l'aide financière que lui apporte son père peu après leur rencontre à Varsovie durant l'été 1934. Il obtient une licence de droit en juillet 1938, tout en suivant en parallèle une préparation militaire supérieure au fort de Montrouge : « En attendant son incorporation dans l'armée française, Gary, au terme de médiocres études, bûchait sa procédure. » Il révise au petit jour et passe l'essentiel de son temps à écrire.
À cette époque, il publie ses premières nouvelles dans Gringoire, un hebdomadaire qui n'est alors pas orienté à l'extrême droite. La première, L’Orage, y paraît le 15 février 1935, ce qui lui permet de ne plus dépendre financièrement de sa mère qui, minée par un diabète insulinodépendant, s'est usée à la tâche pour préparer l'avenir de son fils. Gary renonce aux rétributions que lui verse l'hebdomadaire quand le journal affiche des idées fascistes et antisémites ; il écrit à la rédaction une lettre pour dire en substance : « Je ne mange pas de ce pain-là. » En 1937, plusieurs éditeurs refusent son premier roman, Le Vin des morts.

### Engagement militaire et Seconde Guerre mondiale

#### Service militaire
Naturalisé français le 5 juillet 1935, Roman Kacew est incorporé le 4 novembre 1938 dans l'Armée de l'air à la base aérienne de Salon-de-Provence. À l'issue d'une formation d'élève officier de réserve de trois mois à l'école d'observation d'Avord près de Bourges, il passe l'examen de sortie en mars 1939. Parmi les 290 candidats, il est l'un des deux élèves de la promotion à échouer. L'échec tient probablement à la discrimination antisémite dont il est victime : bien que français, sa naturalisation est trop récente. Il reçoit le grade, le plus bas, celui de caporal. Breveté mitrailleur, il se contente du grade de sergent.
Lorsque la guerre éclate en septembre 1939, Romain Kacew est mobilisé en tant qu'instructeur de tir à l'école des observateurs de Bordeaux-Mérignac, où la base aérienne d'Avord s'est repliée,.

#### France libre
Fervent admirateur du général de Gaulle, il entre en résistance après l'appel du 18 juin et rejoint les forces françaises libres. Il ne se rend pas directement à Londres. Le 20 juin 1940, il rejoint en avion Alger, puis le Maroc, où il rallie Casablanca en car. Un cargo britannique, l'Oakrest, l'emmène à Glasgow, où il débarque le 22 juillet 1940. Il s'engage aussitôt dans les Forces aériennes françaises libres (FAFL). Nommé adjudant en septembre 1940, il sert au Moyen-Orient, en Libye et à Koufra en février 1941, en Abyssinie puis en Syrie où il contracte le typhus, passant six mois sur un lit d'hôpital. Après sa convalescence, il rejoint l'escadrille de surveillance côtière en Palestine et se distingue dans l'attaque d'un sous-marin italien.
Il est breveté officier observateur en avril 1941, promu lieutenant le 15 décembre 1942.
En février 1943, il est rattaché en Grande-Bretagne au groupe de bombardement Lorraine. Il est affecté à la destruction des bases de lancement des missiles V1. Durant cette période, Romain Kacew choisit le nom de Gary — signifiant en russe « brûle ! » à l'impératif — qui est retenu par l'état civil à partir de 1951 : « Romain Gary » devient son nom francisé à l'état civil français en octobre de cette année.
Sa mère, qu'il aimait par-dessus tout et qui l'avait poussé à « devenir quelqu'un », meurt le 16 février 1941 ; dans La Promesse de l'aube, l'écrivain raconte l'avoir appris seulement en 1944, lors de son retour à Nice après la guerre :

« Le ruban vert et noir de la Libération bien en évidence sur ma poitrine, au-dessus de la Légion d'honneur, de la croix de guerre et de cinq ou six autres médailles (...) je revenais à la maison après avoir démontré l'honorabilité du monde, après avoir donné une forme et un sens au destin d'un être aimé. […]
À l'hôtel-pension Mermonts où je fis arrêter la jeep, il n'y avait personne pour m'accueillir. On y avait vaguement entendu parler de ma mère, mais on ne la connaissait pas. Mes amis étaient dispersés. Il me fallut plusieurs heures pour connaître la vérité. Ma mère était morte trois ans et demi auparavant, quelques mois après mon départ pour l'Angleterre (…). Au cours des derniers jours qui avaient précédé sa mort, elle avait écrit près de deux cent cinquante lettres, qu'elle avait fait parvenir à son amie en Suisse. (...) Je continuai donc à recevoir de ma mère la force et le courage qu'il me fallait pour persévérer alors qu'elle était morte depuis plus de trois ans. Le cordon ombilical avait continué à fonctionner. »

En réalité, cet épisode est soit un mensonge, soit une invention littéraire : Romain Gary, qui connaissait l'état de santé de sa mère, a rapidement été averti « par un télégramme très brutal » de la mort de celle-ci, veillée par ses amis de jeunesse Sylvia Stave et René Agid auxquels La Promesse de l'Aube est dédié, ladite mère n'ayant jamais rédigé la moindre lettre.
En tant qu'observateur, il remplace Pierre Mendès France dans l'équipage du sous-lieutenant Arnaud Langer. Le lieutenant Gary se distingue particulièrement le 25 janvier 1944 alors qu'il se trouve dans l'avion de tête d'une formation de six appareils. Il est blessé, et le pilote Arnaud Langer est aveuglé ; Gary guide ce dernier, le dirige, effectue le bombardement et guide le pilote pour ramener l'avion à sa base. Cette version est peut-être romancée, car l'opérateur radio, René Bauden, prétend que la blessure reçue par Romain Gary ne lui aurait pas permis de ramener l'appareil à sa base, ayant causé son évanouissement.
Il effectue sur le front de l'Ouest plus de vingt-cinq missions de guerre, totalisant plus de soixante-cinq heures de vol de guerre. Il est fait Compagnon de la Libération et nommé capitaine en mars 1945, à la fin de la guerre.

### Carrière diplomatique
Après la fin des hostilités, Romain Gary entame une carrière de diplomate au service de la France, en considération des services rendus pour sa libération.
À ce titre, il occupe des postes en Bulgarie (1946-1947), à Paris (1948-1949), en Suisse (1950-1951), à New York (1951-1954) — à la Mission permanente de la France auprès des Nations unies, où il côtoie régulièrement le jésuite Teilhard de Chardin dont la personnalité le marque profondément et lui inspire notamment le personnage du père Tassin dans Les Racines du ciel —, à Londres (1955), puis en qualité de consul général de France à Los Angeles (1956-1960).
De retour à Paris, il demeure sans affectation jusqu'à sa mise en disponibilité du ministère des Affaires étrangères en 1961.

### Carrière littéraire
En 1937 Romain Gary écrit un premier roman, Le Vin des morts, qui est refusé par plusieurs éditeurs (il est publié pour la première fois en 2014). 
En 1945, il écrit Éducation européenne et le publie aux éditions Calmann-Lévy. Le livre est distingué par le prix des Critiques et lance sa carrière. Il publie plusieurs romans et c'est avec Les Racines du ciel, récompensé du prix Goncourt en 1956, qu'il rencontre le grand public. Il reçoit le prix Durchon-Louvet de l'Académie française pour l'ensemble de son œuvre la même année. À partir de la publication de La Promesse de l'aube, en 1960, il se consacre de plus en plus à son activité d'écrivain, écrivant également sous divers pseudonymes, dont l'ultime et le plus connu, Émile Ajar, marque la fin de sa carrière avec quatre romans. Fait unique, il obtient pour La Vie devant soi un second prix Goncourt le 17 novembre 1975, déclenchant à la fin des années 1970 « l'affaire Émile Ajar » lorsque Gisèle Halimi, l'avocate de Gary, annonce le choix initial de son client Ajar de refuser le prix, ce qui incite la presse à enquêter sur celui qu'elle croit être le véritable auteur, Paul Pavlowitch. « Ce que l'on appelle “l'affaire Ajar” cache en fait une véritable tentative de renouvellement identitaire et artistique ».
Dès l’immédiat après-guerre, entre 1946 et 1956, la figure littéraire du rescapé de la Shoah hante l’œuvre romanesque de Romain Gary qui s'interroge sur la question : comment vivre après Auschwitz ? C’est Tulipe, dans l'œuvre homonyme (1946), qui au sortir de Buchenwald s’installe dans le « nouveau monde » de Harlem ; c'est Vanderputte, dans Le Grand vestiaire (1948), qui a dénoncé un réseau de résistants ; c’est le compagnon de la Libération, Jacques Rainier, dans Les Couleurs du jour (1952), qui voit l’idéal de la France Libre se déliter et s’engage comme volontaire en Corée ; c’est Morel, dans Les Racines du ciel (1956), qui a survécu à l’expérience concentrationnaire en imaginant des troupeaux d’éléphants battre la savane. Ce n'est qu'avec l'œuvre d'Émile Ajar qu'une réponse vient sublimer ses premiers écrits : « Celle d'un altruisme désintéressé, d'une banalité du bien qui contraste avec la banalité du mal d'un Eichmann,. »
L'œuvre littéraire de Romain Gary est marquée par un refus opiniâtre de céder devant la médiocrité humaine[réf. nécessaire]. Ses personnages sont fréquemment en dehors du système car révoltés contre tout ce qui pousse l'homme à des comportements qui lui font perdre sa dignité. Ils oscillent entre la souffrance de voir leur monde abîmé et la lutte pour garder coûte que coûte l'espérance[réf. souhaitée]. Romain Gary vit lui-même ces combats, mêlant admirablement le dramatique et l'humour. Ainsi, dans Chien blanc (1970), récit autobiographique écrit dans le contexte de la lutte pour les droits civiques aux États-Unis dans les années 1967-1968, il écrit : « ll est soûl, affirma solennellement Saint-Robert, et c'était un peu vrai, bien que je ne touche jamais ni à l'alcool, ni à la marijuana, ni au LSD, parce que je suis trop acoquiné avec moi-même pour pouvoir tolérer de me séparer d'une aussi agréable compagnie par le truchement de la boisson ou de la drogue. Mais je me soûle d'indignation. C'est ainsi d'ailleurs que l'on devient écrivain. » Puis : « J'écris pendant une heure ou deux : cette façon d'oublier… Lorsque vous écrivez un livre, mettons, sur l'horreur de la guerre, vous ne dénoncez pas l'horreur, vous vous en débarrassez… ».

### Romain Gary et le cinéma
L'œuvre littéraire de Romain Gary a été fréquemment adaptée au cinéma et lui-même s'intéresse à la discipline à plusieurs reprises. 
En 1958, il scénarise l'adaptation de son roman Les Racines du Ciel réalisée par John Huston puis contribue au scénario du film Le Jour le plus long sorti en 1962. Romain Gary s'essaie plus tard à la réalisation de deux films dont il est l'auteur : en 1968, Les oiseaux vont mourir au Pérou, avec Jean Seberg, Pierre Brasseur et Maurice Ronet ; puis, en 1972, Police Magnum avec Jean Seberg, James Mason et Stephen Boyd. Il participe aux jurys des festivals de Cannes, en 1962, et de Berlin, en 1979. 
Il apparaît à l'écran en caméo dans une scène à la fin du film d'espionnage La Route de Corinthe (réalisé par Claude Chabrol et sorti en 1967), assis dans un avion à côté de Jean Seberg — sa femme à l'époque — qui joue l'un des rôles principaux ; il est costumé en pope avec des lunettes noires.

### Romain Gary et la mort
En 1978, lors d'un entretien avec la journaliste Caroline Monney, lorsque celle-ci lui pose la question : « Vieillir ? », Romain Gary répond : « Catastrophe. Mais ça ne m'arrivera pas. Jamais. J'imagine que ce doit être une chose atroce, mais comme moi, je suis incapable de vieillir, j'ai fait un pacte avec ce monsieur là-haut, vous connaissez ? J'ai fait un pacte avec lui aux termes duquel je ne vieillirai jamais ».
Romain Gary se suicide le 2 décembre 1980 avec son Browning GP, se tirant une balle dans la bouche,. Il laisse une lettre mystérieusement datée « Jour J » et dans laquelle est notamment écrit : « Aucun rapport avec Jean Seberg » (l'actrice se serait elle-même suicidée le 30 août 1979). Compagnon de la Libération, il a droit aux honneurs militaires français suivis d'une mélopée russe lors de ses obsèques à l'église Saint-Louis des Invalides le 9 décembre 1980. Le 15 mars 1981, sa dernière compagne Leïla Chellabi disperse ses cendres, selon son vœu, en mer Méditerranée au large de Menton.

### Vie privée
Dans un recueil de confidences sous la forme d'entretiens livrés à la radio en 1980, Romain Gary fait cette déclaration : « La seule chose qui m'intéresse, c'est la femme, je ne dis pas les femmes, attention, je dis la femme, la féminité ».
L'une des premières histoires importantes est celle nouée avec une jeune journaliste suédoise qu'il rencontre à Nice en juillet 1937, Christel Söderlund. Jeune mère de famille, déjà mariée, elle suit Romain quand il étudie à Paris. Elle envisage de divorcer ; après quelques mois elle rentre en Suède y retrouver son mari.
Ilona Gesmay est une autre femme importante dans la vie de Roman Kacew. Jeune femme d'origine hongroise de quatre ans son aînée, elle inspire l'auteur de La Promesse de l'aube, de La nuit sera calme et d'Europa. Comme sa famille lui coupe les vivres, elle rentre à Budapest en mars 1940 ; elle survit à la guerre frappée de schizophrénie. Ils ne se reverront plus jamais. Romain Gary raconte dans la nouvelle À bout de souffle qu'elle est la seule femme qu'il ait jamais aimée et qu'il admirait ses yeux « gris angora ». Il y explique également qu'il continue à recevoir des lettres d'elle à partir de 1953, toutes identiques. Il lui répond, il reçoit toujours la même réponse. Un jour, il apprend qu'Ilona est internée dans un hôpital psychiatrique en Belgique et qu'elle lui écrit inlassablement la même lettre pendant les quelques dizaines de minutes de lucidité qu'elle a par jour. Les lettres qu'elle reçoit de Romain Gary sont interceptées par les médecins qui ne souhaitent pas provoquer un choc à la jeune femme. La sœur de cette dernière expliquera à Romain Gary qu'Ilona, lorsqu'elle est lucide, demande toujours des nouvelles de « son Romain ».
En avril 1945, bien que l'amour d'Ilona continue à le hanter, Roman Kacew épouse Lesley Blanch, femme de lettres britannique rencontrée l'année précédente.
En 1959, il fait la connaissance de l’actrice américaine Jean Seberg dont il tombe amoureux et avec qui il entame une liaison. En 1963, il divorce et se marie avec l'actrice. Leur fils, Alexandre Diego Gary, nait en 1962. Romain, grâce à ses relations, fait établir un acte de naissance daté de 1963 pour sauvegarder les apparences. Un acte de mariage secret est retrouvé dans les années 2010 en Corse, ainsi qu'un témoin photographe de l'époque. Entre 1964 et 1970, Romain Gary se rend souvent à Majorque, où il possède une villa, près d'Andratx.
En 1968, lorsque Romain Gary apprend que sa femme entretient une liaison avec Clint Eastwood pendant le tournage de La Kermesse de l'Ouest, il prend l'avion et provoque l'acteur en duel au revolver ; le « cow-boy américain » se défile. Romain Gary et Jean Seberg se séparent et divorcent en 1970.
En 1978, il rencontre Leïla Chellabi, danseuse puis mannequin, animatrice de radio et parolière.

## Émile Ajar
La disparition de Romain Gary fait éclater la vérité sur le véritable auteur des quatre romans signés du pseudonyme Émile Ajar. Un proche parent de Romain Gary, Paul Pavlowitch (son petit-cousin), avait tenu le rôle d’Ajar auprès de la presse (notamment auprès d’Yvonne Baby dans Le Monde et de l'hebdomadaire Le Point qui retrouve « Ajar » dans le Lot et publie deux semaines durant en 1975 des articles et une interview littéraire de Paul Pavlowitch par Jacques Bouzerand, à la veille du prix Goncourt). Romain Gary a déjà envoyé en 1930 des manuscrits à la NRF sous les pseudonymes de François Mermont (du nom de l’hôtel-pension à Nice dont sa mère est gérante) ou de Lucien Brûlard (allusion à Stendhal et autre variation sur le thème du feu — voir ci-après) qui ne sont cependant pas acceptés. Romain Gary est ainsi le seul écrivain à avoir été récompensé deux fois par le prix Goncourt, ce qui est officiellement impossible en vertu des règles de ce concours. Il a remporté son premier prix sous son nom d'usage, pour Les Racines du ciel, en 1956, et la seconde fois sous le pseudonyme d’Émile Ajar, pour La Vie devant soi, en 1975. Les deux noms se ressemblent, dans le cadre d'une volonté de mystification ambigüe (en russe, Gary signifie « brûle ! » (2e personne du singulier à l'impératif) alors qu'Ajar, qui fut le nom d'actrice de sa mère, signifie « braise » [жар]). En outre, il est possible de retrouver des phrases typiques de Gary dans les textes d'Ajar.
La mystification Ajar–Gary ne serait pas passée inaperçue de tous. Dans son roman autobiographique Le Père adopté, Didier van Cauwelaert rapporte qu'une étudiante de la faculté de lettres de Nice, qu'il nomme Hélène, a préparé, deux ans avant la révélation publique, un mémoire soutenant, au grand désarroi de ses professeurs, que Gary et Ajar sont une seule et même personne.
Ajoutons qu'Ajar et Gary ne furent pas ses seuls pseudonymes (en tant qu'écrivain publié) puisqu'il est aussi l'auteur d'un polar politique sous le nom de Shatan Bogat (« Satan le riche » en russe) : Les Têtes de Stéphanie et d'une allégorie satirique contre l'ONU signée Fosco Sinibaldi (Fosco veut dire « sombre » en italien mais c'est aussi un prénom, Sinibaldi serait un hommage à Garibaldi) : L'Homme à la colombe.

## Postérité

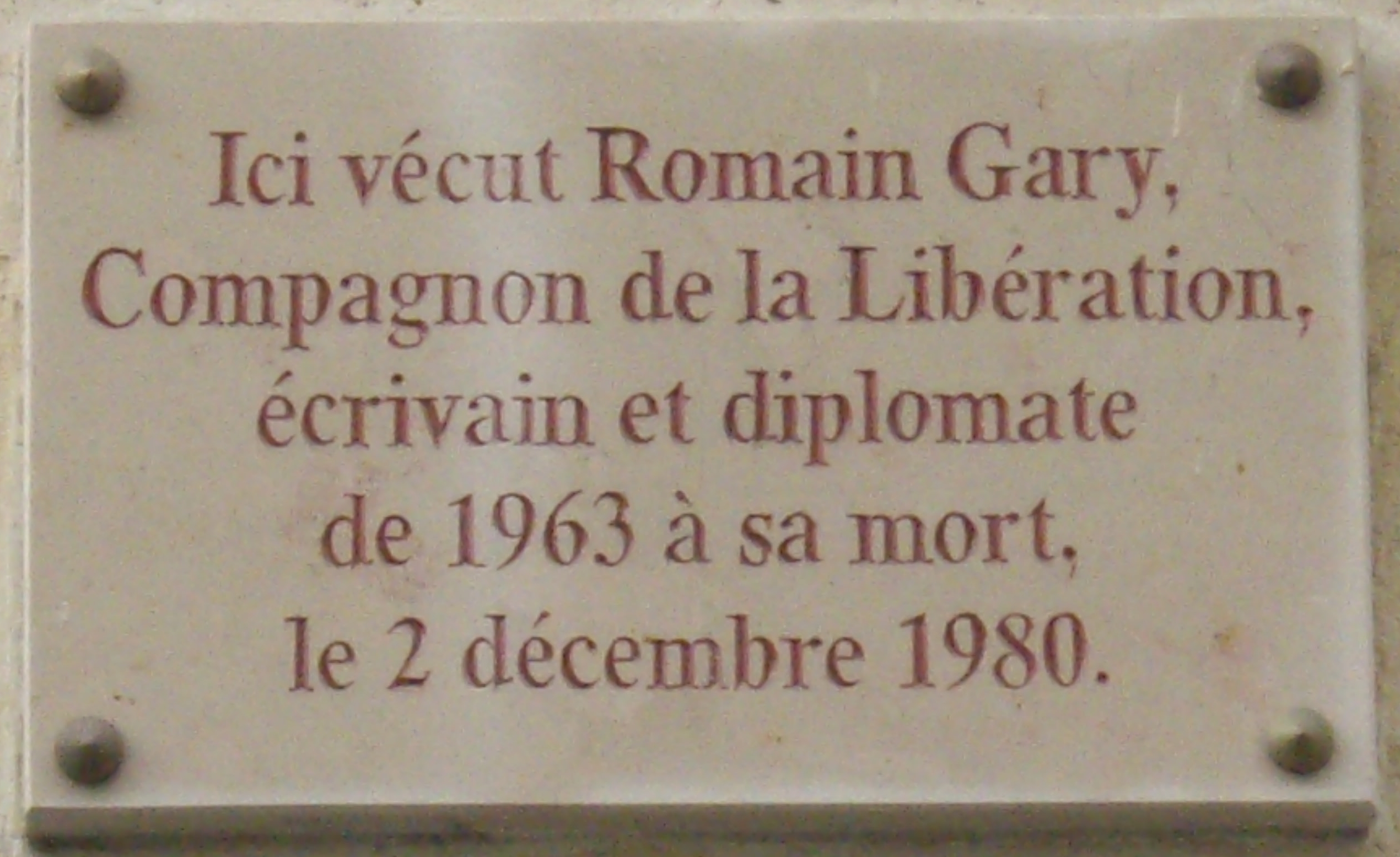
Plaque en mémoire de Romain Gary apposée sur son domicile parisien au no 108 de la rue du Bac.

Le 16 mai 2019, son œuvre paraît en deux tomes dans la Bibliothèque de la Pléiade sous la direction de Mireille Sacotte,.
Son nom a été donné en 2006 à une place dans le 15e arrondissement de Paris et à la bibliothèque patrimoniale de Nice. L'Institut français de Jérusalem porte également le nom de Romain Gary.
En 2007 est dévoilée une statue de Romualdas Kvintas, « Le Garçon avec une galoche », qui représente le petit héros de la Promesse de l'aube, âgé de 9 ans, s’apprêtant à manger une chaussure pour séduire sa petite voisine, Valentina. Elle est placée à Vilnius, en face du 16 Basanavičius où le romancier a habité avec sa mère.
Un buste en bronze de Cyril de La Patellière a été dévoilé à Roquebrune-Cap-Martin le 12 septembre 2023 par Patrick Cesari, commanditaire et maire de la ville, et par le prince Albert de Monaco.
Une plaque à son nom est apposée sur son domicile parisien de la rue du Bac, et dans le bâtiment Pouillon de la Faculté de droit et de science politique d'Aix-Marseille où il a étudié.
Le nom de Romain Gary a été donné à une promotion de l'Institut d'études politiques de Strasbourg (2001-2002), de l'École nationale d'administration (2003-2005), de l'institut d'études politiques de Lille (2013), de l'Institut régional d'administration de Lille (2021-2022) et de l’École de l'air et de l'espace (2022, « Capitaine Romain Gary »).

## Œuvre littéraire

### Sous le nom de Roman Kacew
- 1935 : L'Orage (nouvelle publiée le 15 février 1935 dans Gringoire)
- 1935 : Une petite femme (nouvelle publiée le 24 mai 1935 dans Gringoire)
- 1937 : Le Vin des morts

### Sous le nom de Romain Gary

#### Nouvelles
- 1943 : Géographie humaine[99]
- 1946 : Sergent Gnama[100]
- 1962 : Gloire à nos illustres pionniers ; réédité en 1975 sous le titre de Les oiseaux vont mourir au Pérou
- 1967 : Dix ans après ou la plus vieille histoire du monde[101]

### Sous le pseudonyme de Fosco Sinibaldi
- 1958 : L'Homme à la colombe

### Sous le pseudonyme de Shatan Bogat
- 1974 : Les Têtes de Stéphanie

### Sous le pseudonyme d’Émile Ajar
- 1974 : Gros-Câlin
- 1975 : La Vie devant soi – prix Goncourt
- 1976 : Pseudo
- 1979 : L'Angoisse du roi Salomon

## Œuvre cinématographique
- 1968 : Les oiseaux vont mourir au Pérou
- 1972 : Police Magnum / Kill !

## Adaptations de l'œuvre

### Adaptations au cinéma
- 1958 : Les Racines du ciel de John Huston, avec Trevor Howard, Errol Flynn, Juliette Gréco, Orson Welles
- 1959 : L'homme qui comprend les femmes de Nunnally Johnson, avec Leslie Caron et Henry Fonda (adapté des Couleurs du jour)
- 1965 : Lady L., de Peter Ustinov, avec Sophia Loren, Paul Newman et David Niven
- 1968 : Les oiseaux vont mourir au Pérou, réalisé par Romain Gary, avec Jean Seberg, Maurice Ronet, Pierre Brasseur, Danielle Darrieux, Jean-Pierre Kalfon et Michel Buades
- 1970 : La Promesse de l'aube de Jules Dassin, avec Melina Mercouri, Assi Dayan et Didier Haudepin
- 1971 : Slalom aquatique (The Ski Bum) de Bruce D. Clark, avec Zalman King et Charlotte Rampling (adapté de Adieu Gary Cooper)
- 1977 : La Vie devant soi de Moshé Mizrahi, avec Simone Signoret (Oscar du meilleur film en langue étrangère et César de la meilleure actrice)
- 1979 : Clair de femme de Costa-Gavras, avec Yves Montand et Romy Schneider
- 1979 : Gros-Câlin de Jean-Pierre Rawson, avec Jean Carmet
- 1981 : Au-delà de cette limite votre ticket n'est plus valable de George Kaczender, avec Richard Harris et Jeanne Moreau
- 1982 : Dressé pour tuer (White Dog) de Samuel Fuller (adapté de Chien blanc)
- 1994 : Les Faussaires de Frédéric Blum, avec Gérard Jugnot, Jean-Marc Barr et Claude Piéplu (adapté de La Tête coupable)
- 2017 : La Promesse de l'aube d'Éric Barbier, avec Charlotte Gainsbourg et Pierre Niney
- 2020 : La Vie Devant Soi d’Edoardo Ponti, avec Sofia Loren et Ibrahimah Gueye
- 2022 : Chien blanc d'Anaïs Barbeau-Lavalette, avec Denis Ménochet

### Adaptations à la télévision
- 1983 : Les Cerfs-volants de Pierre Badel, avec Jacques Penot, Jean-Marc Thibault, Paul Crauchet et Rosy Varte
- 1993 : Genghis Cohn d'Elijah Moshinsky, avec Antony Sher et Robert Lindsay
- 2007 : Les Cerfs-volants de Jérôme Cornuau, avec Tchéky Karyo, Marc-André Grondin et Gaëlle Bona
- 2024 : L'Enchanteur de Philippe Lefebvre, avec Charles Berling, Pierre Perrier et Claire de La Rüe du Can, biopic sur l'affaire Romain Gary / Émile Ajar

### Adaptations au théâtre
En 2007-2008, La Vie devant soi est adapté au théâtre par Xavier Jaillard dans une mise en scène de Didier Long et remporte trois Molières (meilleure adaptation théâtrale, meilleure comédienne, meilleure production théâtrale).
En 2007-2009, Christophe Malavoy incarne Romain Gary au théâtre dans Gary / Ajar,,.
En 2010, Les racines du ciel a été adapté en comédie musicale par Eric Ploquin. "Ubaba-Giva", qui reprend le surnom africain de Morel dans le roman, en est le titre.
En 2015, la compagnie Les Anges au plafond crée le spectacle R.A.G.E, mêlant des extraits de La Promesse de l'aube, Pseudo et Gros-Câlin, et dresse le portrait de « cet homme qui passe par le mensonge pour raconter sa vérité ». Deux ans plus tard en 2017, en coproduction avec la Maison de la Culture de Bourges, ils adaptent le roman Chien blanc, qu'ils présentent sous son titre anglais de White Dog.

## Prix et distinctions

### Prix littéraires
- 1956 : prix Goncourt pour "Les racines du ciel".
- 1975 : prix Goncourt pour "La vie devant soi", sous le pseudonyme de Emile Ajar.
- 1978 : Grand prix de littérature Paul-Morand de l'Académie française pour l'ensemble de son œuvre (refusé)

### Décorations
- Commandeur de la Légion d'honneur
- Compagnon de la Libération (20 novembre 1944),[108]
- Croix de guerre 1939-1945 (2 citations)
- Médaille coloniale, avec agrafe « Koufra-Érythrée »
- Insigne des blessés militaires

## Documentaires
- 2016 : Le Libraire réalisé par Assen Vladimirov et Catherine Bernstein

### Entretiens
- 1982 : Entretien sur Radio-Canada en 4 épisodes[109]

### Vidéographie
- Frères d'armes - Romain Gary, série Frères d'armes, film-portrait raconté par Yvan Attal, co-réalisé par Pascal Blanchard et Rachid Bouchareb, 2016, 2 minutes [voir en ligne].

#### Biographies d'ensemble
- Myriam Anissimov, Romain Gary, le caméléon, Paris, Éditions Denoël, coll. « Grand Public », 2004, 745 p. (ISBN 2-207-24835-6) (Gallimard, coll. « Folio », 2006) [références : Anissimov, 2004 ; Anissimov, 2006].
- Myriam Anissimov, Romain Gary : l'enchanteur, Paris, Éditions Textuel, coll. « Passion », 2010, 189 p. (ISBN 978-2-84597-393-0).
- Dominique Bona, Romain Gary, Paris, Mercure de France, 1987, 408 p. (ISBN 978-2-715-21448-4, lire en ligne) (Gallimard, coll. « folio », 2001  (ISBN 2-07-041761-1)).
- Pierre Bayard, Il était deux fois Romain Gary, Paris, Presses universitaires de France, coll. « Texte rêve », 1990, 127 p. (ISBN 978-2-13-043132-9).
- Jean-Marie Catonné, Romain Gary : de Wilno à la rue du Bac, Arles, Actes Sud / Solin, coll. « Biographiques », 2010.
- Marianne Stjepanovic-Pauly, Romain Gary : la mélancolie de l'enchanteur, Clichy, Éditions du Jasmin, coll. « Signe de vie », 2014, 253 p. (ISBN 978-2-35284-141-8).
- Éric Fottorino, Olivier Weber, Mireille Sacotte, François-Henri Désérable, Julien Bisson, Romain Gary, le visionnaire, La Tour-d'Aigues, Éditions de l'Aube, coll. « Le Un en Livre », 2019, 64 p. (ISBN 978-2-8159-3562-3).
- Valérie Mirarchi, Gary-Ajar, un génie à double face, préfacé par Jérôme Camilly, Éditions universitaires de Dijon, 2020, 152 p.  (ISBN 978-2-36441-349-8).

#### Thèmes divers
- Jean-Marie Catonné, Romain Gary / Émile Ajar, Paris, Pierre Belfond, coll. « Les dossiers Belfond », 1990.
- Nancy Huston, Tombeau de Romain Gary, Arles, Actes Sud, 1995.
- Dominique Rosse, Romain Gary et la modernité, Paris, Nizet, Paris, 1995.
- Dominique Rosse, « Europa ou la défense Gary », dans Échiquiers d'encre: le jeu d'échecs et les lettres XIXe-XXe siècles, Droz, coll. « Histoire des idées et critique littéraire », 1998 (ISBN 2-600-00289-8, présentation en ligne)
- Fabrice Larat, Romain Gary : un itinéraire européen, Chêne-Bourg, Georg éditeur, 1999 (ISBN 2-8257-0644-2).
- Jean-François Jeandillou, Supercheries littéraires : la vie et l'œuvre des auteurs supposés, nlle éd. Genève, Droz, 2001.
- Mireille Sacotte, Romain Gary et la pluralité des mondes, Paris, PUF, 2002.
- Jean-François Pépin, Aspects du corps dans l'œuvre de Romain Gary, Paris, L'Harmattan, 2003.
- Paul Audi, La Fin de l'impossible Deux ou trois choses que je sais de Gary, Paris, Christian Bourgois, 2005.
- Philippe Brenot, Le Manuscrit perdu Gary/Ajar, Bègles, L'Esprit du Temps, 2005.
- Julien Roumette, Étude sur La Promesse de l'aube Romain Gary, Paris, Ellipses Marketing, 2006.
- Jean-François Hangouët, Romain Gary À la traversée des frontières, Paris, Gallimard, 2007.
- Paul Audi, Je me suis toujours été un autre : Le paradis de Romain Gary, Paris, Christian Bourgois, 2007.
- Guy Amsellem, Romain Gary Les métamorphoses de l'identité, Paris, L'Harmattan, 2008.
- Julien Roumette, Romain Gary, l'ombre de l'histoire, Toulouse, Presses universitaires du Mirail, 2008.
- Sarah Vajda, Gary and Co, Gollion, Infolio, 2008.
- Pol-Serge Kakon, Romain Gary-Jean Seberg, un amour à bout de souffle, Paris, Hugo et Cie, 2011.
- Valéry Coquant, Romain Gary L'homme face à l'action, Paris, Éditions France Empire, 2012.
- Nicolas Gelas, Romain Gary ou l'humanisme en fiction S'affranchir des limites, se construire dans les marges, Paris, L'Harmattan, 2012.
- Virginie Deluchat, Désenchantement et réenchantement dans les œuvres romanesques d'Emmanuel Bove et de Romain Gary, thèse, Limoges, 2012.
- Philippe Brenot, Romain Gary, de Kacew à Ajar, Histoire d'un manuscrit inédit, Le Bouscat, L'Esprit du Temps, 2014.
- Carine Marret, Romain Gary Promenade à Nice, Nice, Baie des Anges, 2010, nouvelle édition enrichie et actualisée 2016.
- François-Henri Désérable, Un certain M. Piekielny, roman, Paris, Gallimard, 2017.
- Damien Mollaret, Le Détour par l’autre. Plurilinguisme et pseudonymie (Pessoa, Nabokov, Borges, Gary), Paris, Éditions Classiques Garnier, coll. « Perspectives comparatistes », 2022, 817 p.

#### Témoignages
- Lesley Blanch, Romain, un regard particulier, Actes Sud, 1998.
- Leïla Chellabi, Romain mon amour, LCD Médiation, coll. « Conscience et Vie », édition augmentée 2005.
- Paul Pavlowitch, L'homme que l'on croyait « Ajar », Fayard, 1981. « Tom », Ramsay, 2005.

#### Collectifs
- Cahiers de l'Herne, Romain Gary, L'Herne, 2005.
- Lectures de Romain Gary, François Aubel (dir.), coédition Le Magazine littéraire-Gallimard-Musée des lettres et manuscrits, 2011, contributions de Pierre Assouline, Paul Audi, Pierre Bayard, Adélaïde de Clermont-Tonnerre, Bernard Fauconnier, Roger Grenier, Nancy Huston, Hervé Le Tellier, Bernard-Henri Lévy, Jean-Marie Rouart, Mireille Sacotte et Tzvetan Todorov, préface de Gérard Lhéritier.
- Europe, « Romain Gary », Maxime Decout et Julien Roumette (dir.), juin-juillet 2014, no 1022-1023.
- Hélène Staes, « La France libre à travers l'itinéraire de trois compagnons de la Libération », Les cahiers de la Fondation de la Résistance, Fondation de la Résistance, vol. 1,‎ juin 2017, p. 36

#### En anglais
- David Bellos, Romain Gary A Tall Story, éd. Harvill Secker, 2010.
- Ralph Schoolcraft, Romain Gary: The Man Who Sold His Shadow, University of Pennsylvania Press, Philadelphie, 2002.

#### Exofiction
- Laurent Seksik, Romain Gary s'en va-t-en guerre, Éd.J'ai Lu, 2017. (ISBN 978-2-290-14788-7).